# Hans von Gersdorff

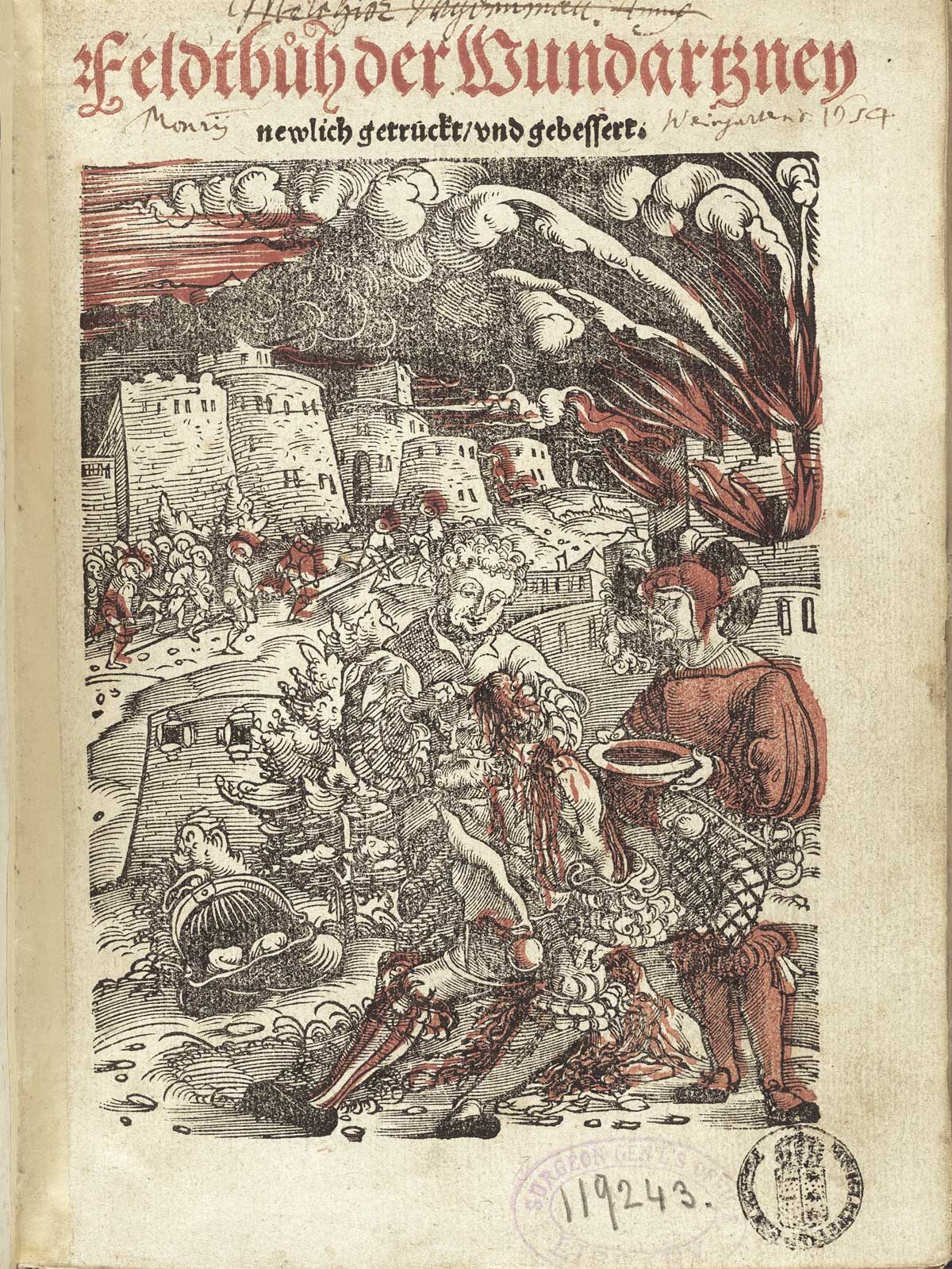
Pagina-titlu a tratatului Das Feldbuch der Wundarzney

Hans von Gersdorff (n. 1455 - d. 1529) (numit și Schyl-Hans) a fost unul dintre cei mai celebri chirurgi ai perioadei sale.
Bazat pe însemnările și desenele lui Guy de Chauliac, un alt mare medic medieval, Hans von Gersdorff a scris lucrarea Das Feldbuch der Wundarzney în care se ocupă de tratarea și vindecarea rănilor de război.

## Vezi și

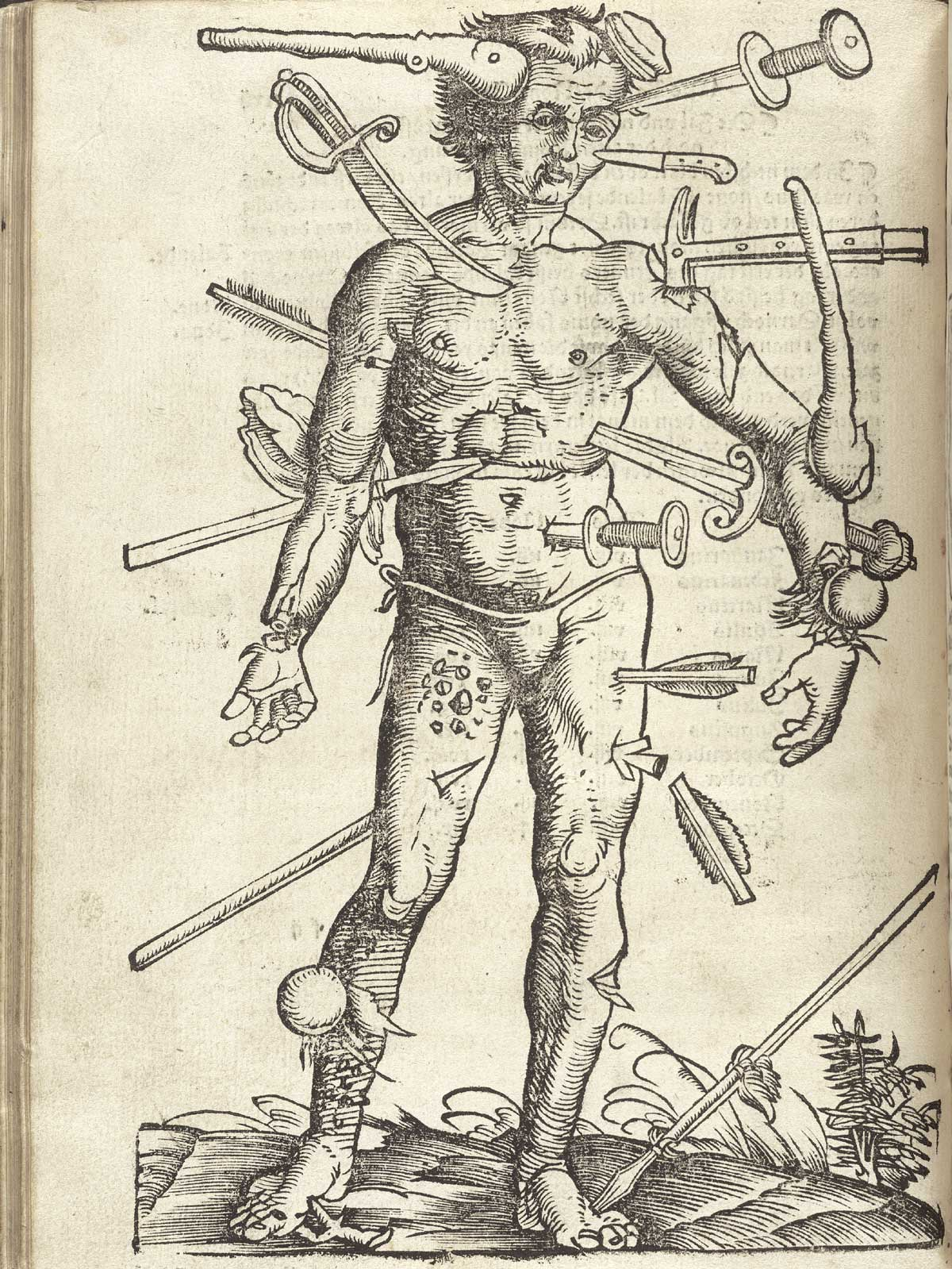
Rănitul (p. 21)
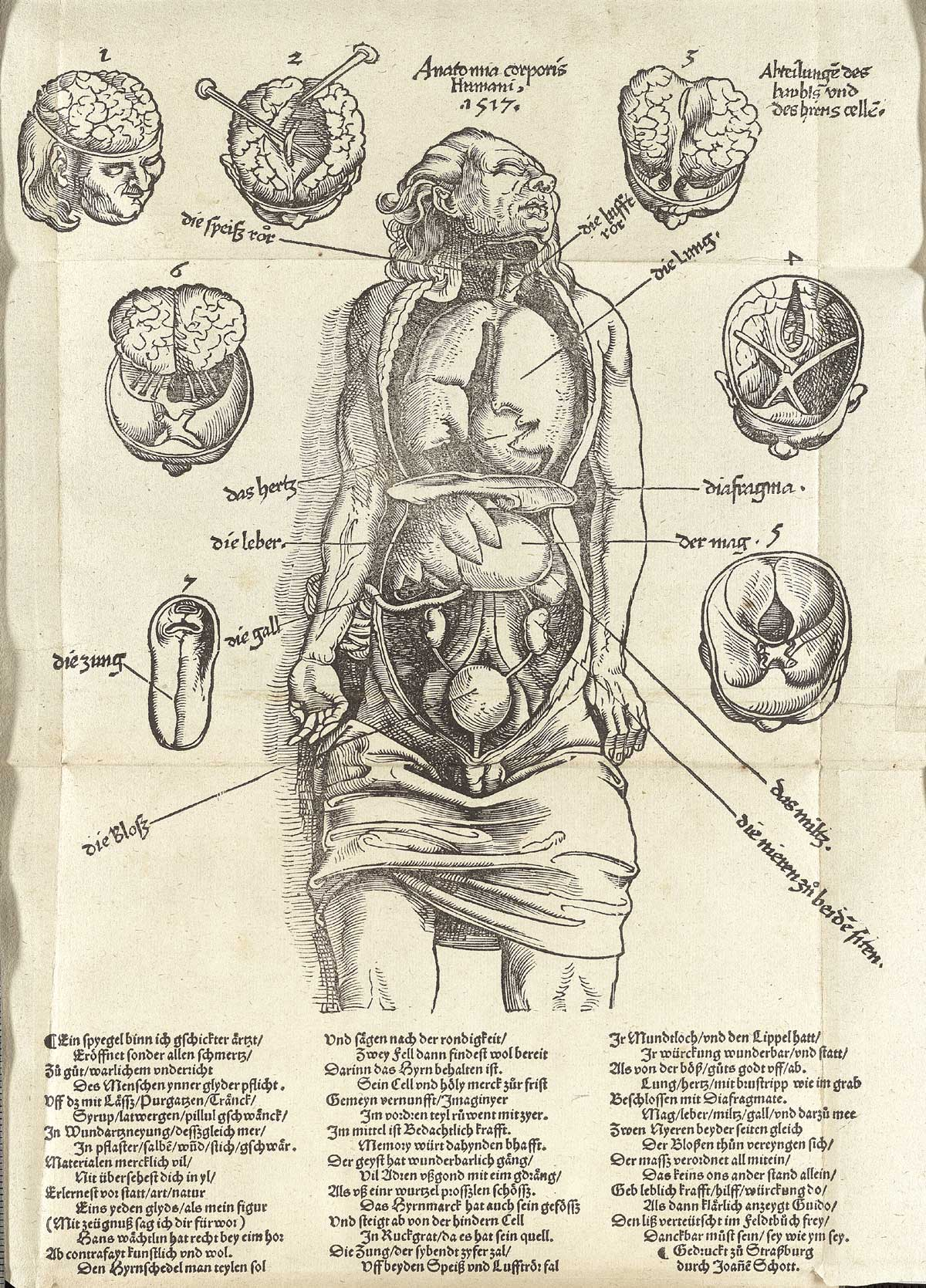
Femeia însărcinată
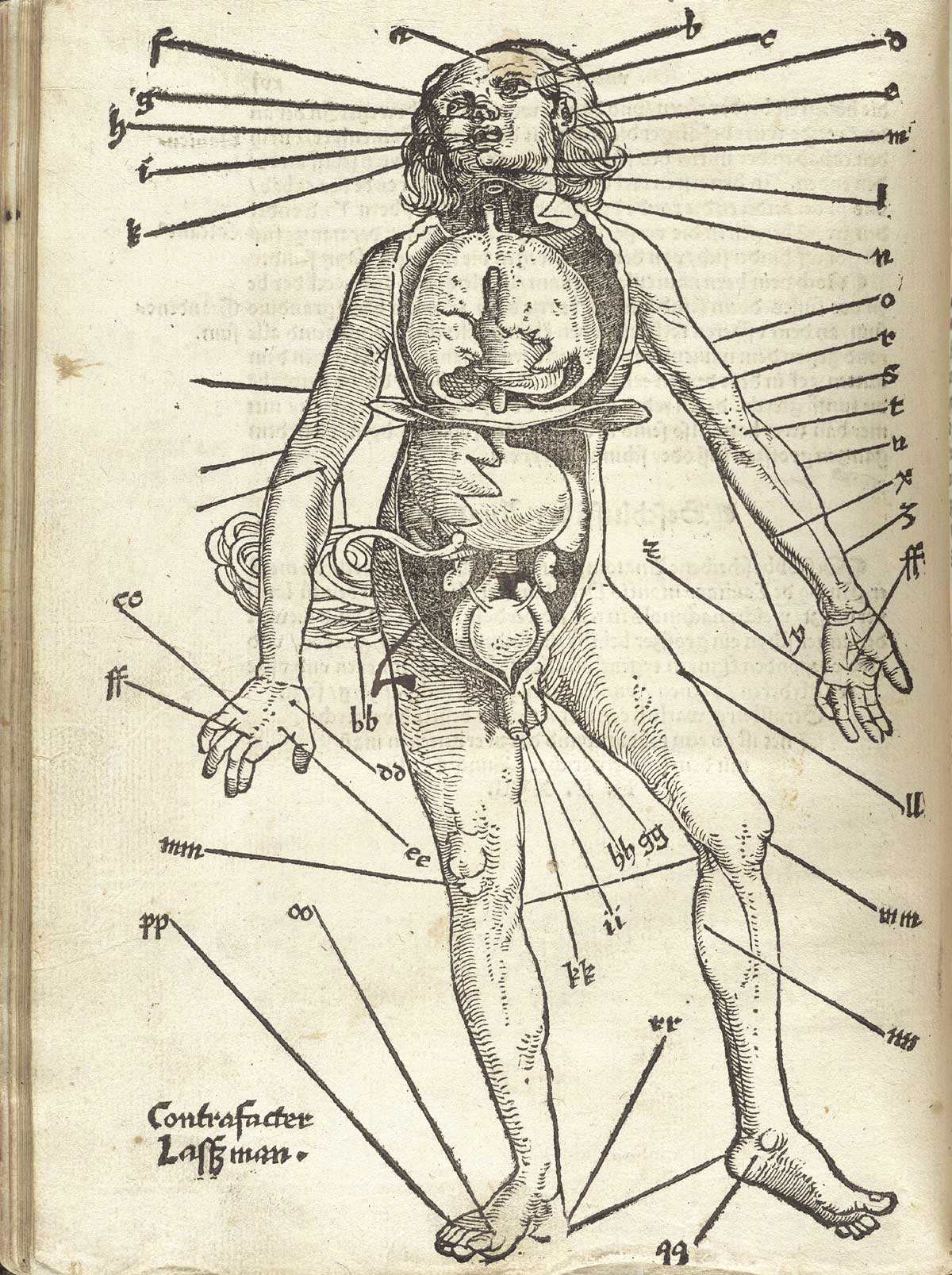
O pagină din tratatul său
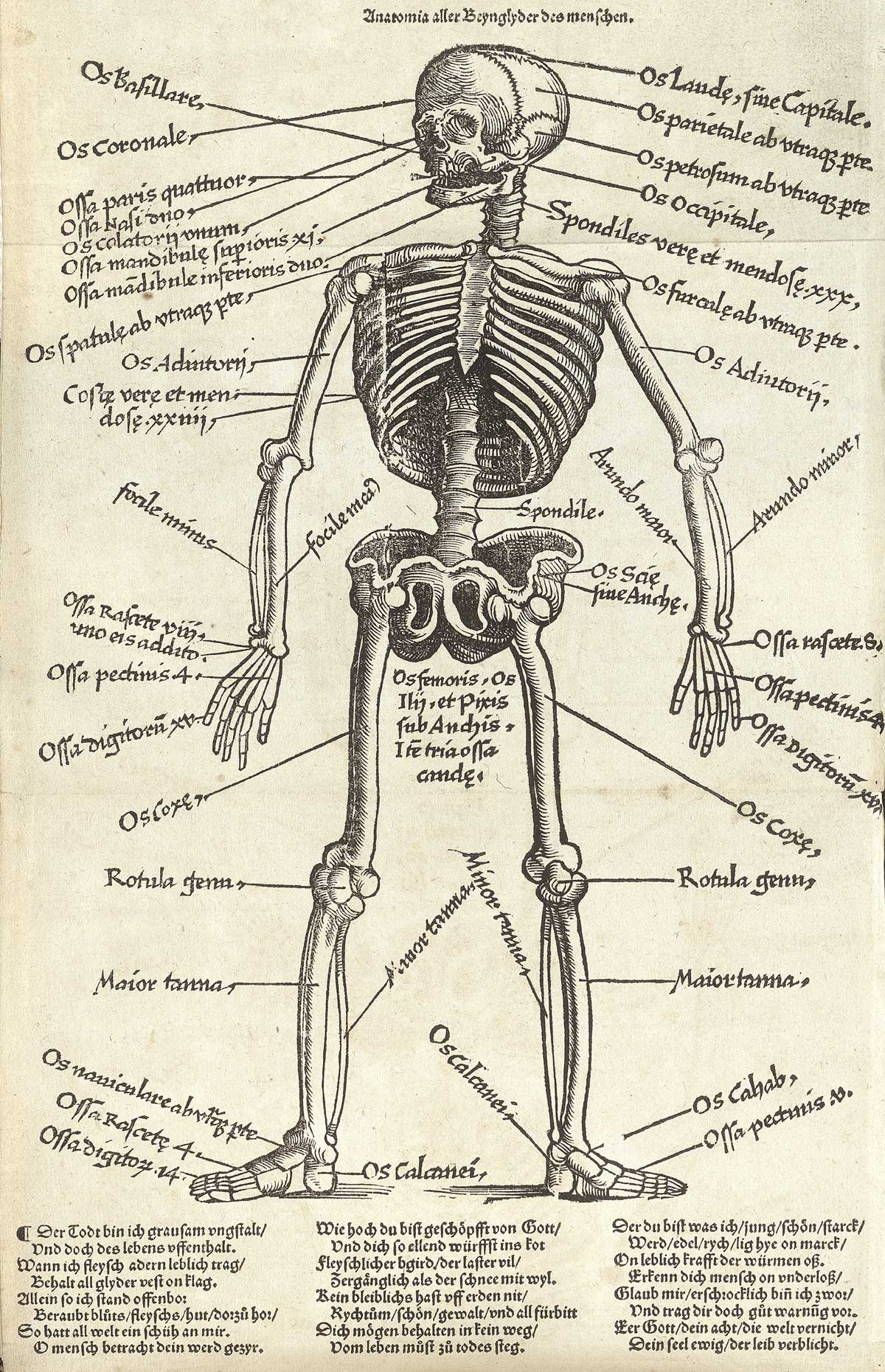
Sistemul osos
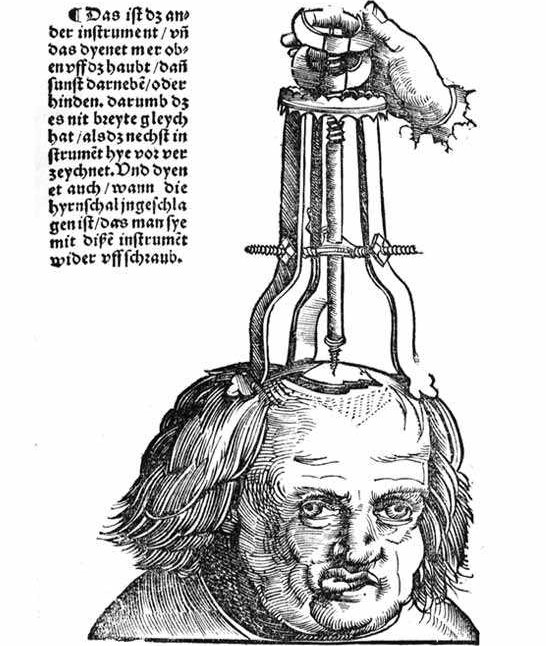
Tratarea unui traumatism cranian